# Сірогози
Сірого́зи — селище в Україні, у Нижньосірогозькій селищній громаді Генічеському районі Херсонської області. До 2020 року орган місцевого самоврядування — Сірогозька сільська рада. Голова сільської ради — Логвінов Ігор Іванович. Населення становить 779 осіб.

## Історія
Селище засноване 1953 року.
12 червня 2020 року, відповідно до розпорядження Кабінету Міністрів України № 726-р «Про визначення адміністративних центрів та затвердження територій територіальних громад Херсонської області», селище увійшло до складу Нижньосірогозької селищної громади.
19 липня 2020 року, в результаті адміністративно-територіальної реформи та ліквідації Нижньосірогозького району, селище увійшло до складу Генічеського району.
24 лютого 2022 року, Село тимчасово окуповане російськими загарбниками.

## Населення
Згідно з переписом УРСР 1989 року чисельність наявного населення селища становила 1132 особи, з яких 549 чоловіків та 583 жінки.
За переписом населення України 2001 року в селищі мешкали 772 особи.

### Мова
Розподіл населення за рідною мовою за даними перепису 2001 року:
| Мова       | Відсоток |
| ---------- | -------- |
| російська  | 62,26 %  |
| українська | 37,10 %  |
| вірменська | 0,51 %   |
| молдовська | 0,13 %   |

## Транспорт
В селі розташована залізнична станція Сірогози на лінії Снігурівка — Федорівка.

## Вулиці
- 40-річчя Перемоги
- Дружби
- Елеваторна
- Залізнична
- Миру
- Молодіжна
- Робоча
- Свободи.

## Економіка
- Зерновий елеватор.
- Приватне підприємство «Софія».
- Нижньосірогозьке колективне сільське господарство «Заготхудобвідгодівля».
- Фермерське господарство «Зодіак».

## Органи соціальної сфери
- Загальноосвітня школа І—ІІІ ст.
- Дошкільна група короткострокового дня.
- Сільський клуб.
- Гурт «Криниченька».
- Бібліотека-філія.

## Персоналії
- Матері-героїні: Логвінова Т. В., Терешкевич Т.
- Нестор (Куліш) — український православний священник.